# Menas van Alexandrië

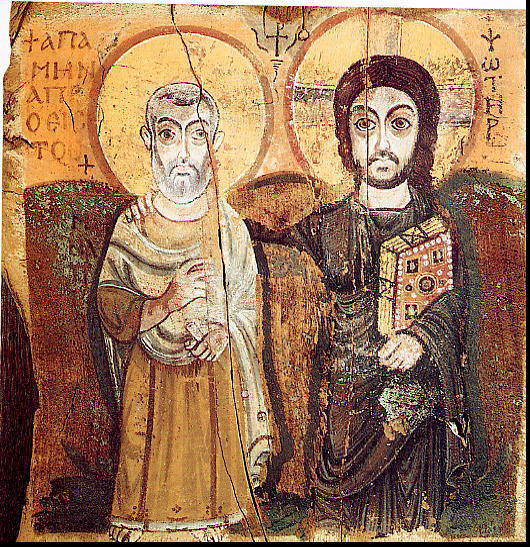
6e-eeuws icoon van Menas samen met Jezus uit Aboe Mena. Nu te zien in het Louvre.

Menas van Alexandrië, ook bekend als Mina of Mena (285 - c. 309) is een heilige uit het vroege christendom. Menas leefde in Alexandrië in Egypte. Zijn feestdag is op 11 november in het westen en op 24 november in de Koptische Kerk.
De pelgrimstad Aboe Mena ten zuidwesten van Alexandrië is naar hem vernoemd. Destijds was dat een belangrijk bedevaartsoord.